# Девуар
Девуа́р (фр. Le Devoir) (читається як "Льо Девуар", у перекладі з французької — "Обов'язок") — франкомовна громадсько-політична газета, що видається у місті Монреаль і розповсюджується по цілому Квебеку (Канада). Разом з "La Presse (Монреаль)" вважається однією з провідних франкомовних газет Квебеку (і цілої Канади).
Газета заснована  10 січня 1910 квебекським націоналістом, політиком і громадським діячем Анрі Бурасса (Henri Bourassa). У 2006-2007 газета мала більш ніж 300 000 читачів.
На початку газета стояла на засадах квебекського націоналізму. У наші часи, вона представляє націоналізм мовно-культурний, але не етно-шовіністичний. На загал, симпатії редакції — на боці поміркованих сувереністів та квебекських ліво-центристів (соціал-демократів).